# Marianne Flytting
Marianne Flytting gift Petersen og Gram (født 1950) er en tidligere dansk atlet, som var medlem af Frederiksberg IF. Hun er i dag veteranudøver i Skive AM.
Marianne Flytting vandt fem individuelle danske mesterskaber samt tre i stafetløb og fem for hold i perioden 1973-1980. Det første som 16-årig da hun var med til at vinde 4 x 100 meter for Frederiksberg IF. I 1971 satte hun sammen med Alice Wiese, Vivi Markussen og Inge Voigt dansk rekord på 4 x 100 meter med tiden 47,3.

## Danske mesterskaber
- Sølv 1980  400 meter 56,36
- Bronze 1980  800 meter 2,16,8
- Guld 1978  400 meter 56,29
- Bronze 1978  800 meter 2,11,72
- Guld 1978 Danmarksturneringen
- Guld 1977  400 meter 55,61
- Guld 1977 Danmarksturneringen
- Guld 1976  800 meter 2,07,85
- Sølv 1976  400 meter 54,97
- Guld 1975  400 meter 55,09
- Guld 1974  400 meter 55,6
- Sølv 1973  200 meter 25,0
- Guld 1971 Danmarksturneringen
- Guld 1971 4 x 100 meter
- Guld 1970 Danmarksturneringen
- Guld 1968 Danmarksturneringen
- Guld 1967 4 x 100 meter
- Guld 1966 4 x 100 meter

## Personlige rekorder
- 400 meter: 54,8 1975
- 800 meter: 2,07,5 1976